# 화달초등학교
화달초등학교는 대한민국 경상북도 상주시 사벌면 청룡길 3 (삼덕리)에 있었던 공립 초등학교이다.

## 연혁
- 1964년 7월 29일 사벌남부국민학교로 설립인가
- 1965년 9월 6일 사벌남부국민학교로 개교
- 1973년 3월 1일 병설유치원 개원
- 1973년 12월 1일 화달국민학교로 개칭
- 1996년 3월 1일 화달초등학교로 개칭
- 2007년 3월 1일 사벌초등학교로 통폐합